# تورمياس
بلدية تورمياس (بالإسبانية: Tormellas) هي بلدية تقع في مقاطعة آبلة التابعة لمنطقة قشتالة وليون وسط إسبانيا.

## الديموغرافيا
بلغ عدد سكان بلدية تورمياس 69 نسمة عام 2011 (وفقاً للمعهد الوطني للإحصاء الإسباني).
| 119 | 113 | 107 | 87 | 82 | 73 | 69 |